# Abell 222
Abell 222 es un cúmulo de galaxias en la constelación de Cetus. Mantiene unidas a miles de galaxias. Se encuentra a una distancia de 2.400 millones de años luz de la Tierra. 

## Descubrimiento de la materia oscura
Los astrónomos notaron que una cadena invisible de materia estaba deformando el espacio-tiempo entre Abell 222 y Abell 223. Tras un examen más detenido utilizando imágenes del telescopio japonés Subaru, los astrónomos descubrieron que esta "materia invisible" es en realidad materia oscura. Los astrónomos utilizaron lentes gravitacionales para detectar los filamentos de materia oscura.  El cúmulo está conectado por un filamento de materia oscura a Abell 223, que está impregnado de gas caliente que emite rayos X.  Investigaciones posteriores muestran que este filamento sólo contiene alrededor del 20 por ciento de materia normal, el resto se supone que es materia oscura. Se considera que esto concuerda con el modelo cosmológico estándar.  Esto significa que los dos cuerpos formarían el supercúmulo Abell 222/Abell 223 según lo define la IAU. 

## Evidencia de materia bariónica
Se estima que alrededor del 5% del universo está formado por materia bariónica u ordinaria que contiene protones y neutrones, también conocidos como bariones, y electrones. Los bariones y los electrones son la base de los átomos. Los astrónomos no han podido localizar el 5% completo de la materia bariónica dentro de otras galaxias, estrellas o gases. Después de observar el gas que conecta Abell 222 y Abell 223, los científicos creen que una parte significativa de la materia bariónica faltante se encuentra dentro del gas que une los dos cúmulos de galaxias. Esto fue difícil de localizar debido a que el gas tenía una densidad muy baja, lo que dificultaba su detección. Este descubrimiento fue posible gracias a la ubicación de Abell 222. Está dentro de la línea de visión de la Tierra, por lo que los científicos pudieron ver una fuerte concentración de este gas extremadamente distante con los últimos telescopios infrarrojos y de rayos X de alta potencia, dentro de una sección del cielo. 